# عنقريب

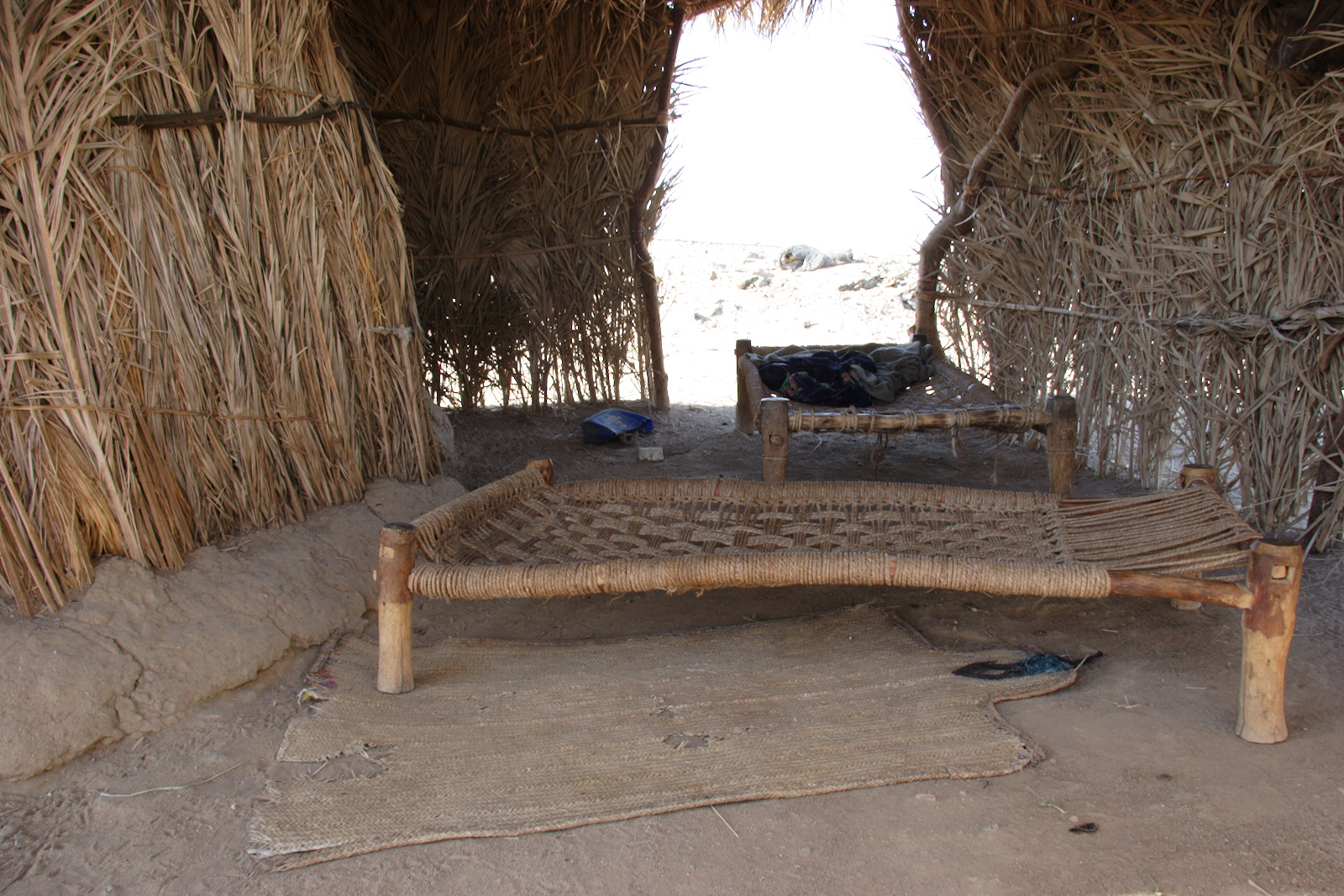
سرير العنقريب السوداني.

عنقريب (الجمع: عَنَاقِرِيب) هي كلمة من اللهجة السودانية تعنى سرير مصنوع من الخشب ومنسوج بطريقة فنية بالحبال وأصبحت تنسج بالبلاستيك والنايلون حاليًا. تكثر صناعته في الولاية الشمالية ويوجد غالبا في بناء تقليدي سوداني يسمى الراكوبة
له قيمة تراثية كبيرة فالليلة التي تسبق طقوس الزواج والمعروفة بـ(ليلة الحنة) ويخضب فيها العروسين (كل على حدة) يستخدم العنقريب ليجلس عليه العريس.وكارتباطه بالفرح يدخل في الحزن أيضا فجثمان الميت تحمل على العنقريب. وهو من رموز الثقافة السودانية.
لذلك بالرغم من ظهور الأسرة الحديثة من مختلف المعادن تكاد لا تجد بيتا سودانيا واحد يخلو من العناقريب (صيغة الجمع) أو واحدا منها على الأقل تحسبا لأي طاريء.
أما البنبر فهو مقعد صغير يشبه العنقريب في كل شيء، إلا أنه يتسع فقط لشخص واحد.